# Hansi Standteiner
Hansi Standteiner (...) è un ex sciatore alpino statunitense.

## Biografia
Specialista delle prove tecniche originario di Squaw Valley, Standteiner proviene da una famiglia di grandi tradizioni nello sci alpino: era figlio dell'allenatore austriaco Hans ed è fratello di Toni e Heidi, a loro volta sciatori della nazionale statunitense. Ai Campionati statunitensi 1985 vinse la medaglia d'argento nella combinata e quella di bronzo nello slalom gigante; gareggiò in Coppa del Mondo senza ottenere piazzamenti di rilievo e in seguito partecipò al circuito professionistico nordamericano (Pro Tour). Non prese parte a rassegne olimpiche né ottenne piazzamenti ai Campionati mondiali.

## Palmarès

### Campionati statunitensi
- 2 medaglie (dati parziali):
  - 1 argento (combinata[2] nel 1985)
  - 1 bronzo (slalom gigante[2] nel 1985)